# Canberra Challenger
Canberra Challenger, właśc. Apis Canberra Challenger – męski turniej tenisowy rangi ATP Challenger Tour. Rozgrywany na kortach twardych w australijskiej Canberze od 2015 roku.

## Mecze finałowe

### Gra pojedyncza
| Rok  | Mistrz                | Finalista          | Wynik            |
| 2020 | Philipp Kohlschreiber | Emil Ruusuvuori    | 7:6(5), 4:6, 6:3 |
| 2019 | Hubert Hurkacz        | Ilja Iwaszka       | 6:4, 4:6, 6:2    |
| 2018 | Andreas Seppi         | Márton Fucsovics   | 5:7, 6:4, 6:3    |
| 2017 | Dudi Sela             | Jan-Lennard Struff | 3:6, 6:4, 6:3    |
| 2016 | Paolo Lorenzi         | Ivan Dodig         | 6:2, 6:4         |
| 2015 | Benjamin Mitchell     | Luke Saville       | 5:7, 6:0, 6:1    |

### Gra podwójna
| Rok  | Mistrzowie                            | Finaliści                                 | Wynik          |
| 2020 | Max Purcell Luke Saville              | Jonatan Erlich Andrej Wasileuski          | 7:6(3), 7:6(3) |
| 2019 | Marcelo Demoliner Hugo Nys            | André Göransson Sem Verbeek               | 3:6, 6:4, 10–3 |
| 2018 | Jonatan Erlich Divij Sharan           | Hans Podlipnik-Castillo Andrej Wasileuski | 7:6(1), 6:2    |
| 2017 | Andre Begemann Jan-Lennard Struff     | Carlos Berlocq Andrés Molteni             | 6:3, 6:4       |
| 2016 | Mariusz Fyrstenberg Santiago González | Maverick Banes Jarryd Chaplin             | 7:6(3), 6:3    |
| 2015 | Alex Bolt Andrew Whittington          | Brydan Klein Dane Propoggia               | 7:6(2), 6:3    |